# Priprava vode
Priprava vode je postopek s katerim odstranimo iz vode vse nezaželene snovi, ki presegajo dovoljeno mejno vredost in jo s tem pripravimo za končne uporabnike. Tako pripravljeno vodo lahko uporabljamo kot pitno vodo, vodo za industrijske procese za zdravstvene in mnoge druge namene. Cilj vseh procesov je iz vode odstraniti obstoječe škodljive snovi ali zmanjšati koncentracijo teh snovi tako, da voda spet postane primerna za svojo končno uporabo ali izpust v okolje brez negativnih ekoloških vplivov. Procesi, ki se uporabljajo pri čiščenju vode za gospodinjske namene so lahko ločevanje trdnih snovi z uporabo. 

## Fizikalni procesi
kot so usedanje, filtracija. Voda iz predčiščenja in primarnega čiščenja priteka v prezračevalni bazen, laguno, 
kjer so že razvite kolonije mikroorganizmov v aktivnem baltu. Odpadna voda dovaja hraniva (N in P) in organsko snov (ogljik),
ki služi kot vir energije in snovi za nadaljnjo razrast mikroorganizmov. Količinsko organske snovi v odpadni vodi izmerimo s 
pomočjo parametra  BPK5. Organska snov se s pomočjo dovedenega kisika pretvarja v celično maso, imenovano aktivno blato, 
ki poleg mikroorganizmov vsebuje še inertne suspendirane snovi in nerazgradljive suspendirane snovi.

## Počasni peščeni filtri
Peščeni filtri so danes malo v uporabi. Njihova hitrost filtriranja je le 0,1 - 0,2 m/h. Izpirati se ne dajo, zamenjamo 
lahko le zgornjo plast peska. Za čiščenje vod se največ uporabljajo hitri filtri. Poznamo odprte hitre filtre, 
kjer voda teče skozi s prostim padom, in zaprte ali tlačne hitre filtre, ki so v celoti napolnjeni pod določenim tlakom.
Čiščenje vode s temi filtri je mnogo hitrejše in lahko jih obnovimo s protitočnim izpiranjem.

## Odprti filtri
so zgrajeni iz betonske konstrukcije. Uporabljajo se za pripravo vode v industriji in za pripravo pitne vode.
Sistem zrnc različnega premera, čistijo se s protitočnim izpiranjem z vodo in z zrakom.

## Zaprti ali tlačni filtri
so zgrajeni iz jekla, so cilindrične oblike in so lahko ležeči ali stoječi. Ležeči tlačni filtri se uporabljajo za
filtracijo manj onesnaženih površinskih vod. Glede na konstrukcijo je višina filtracijskega sloja do 3m, kar omogoča hitrost
filtracije do 18 m/h. Manjša je granulacija filtracijskega materiala, večja je njegova aktivna površina, 
vendar je večji upor filtra oz. večji padec tlaka na izstopu iz filtra. Izguba tlaka v peščenem filtru je od 0,5 do 1,0 
vodnega stolpca.

## Kemični procesi
Obarjanje ali koagulacija je postopek, s katerim v vodi topno snov spremenimo v vodi netopno snov. Nato tako vodo vodimo skozi
filtre, kjer se oborina ali koagulirana snov odstrani, dobimo pa čisto vodo.

## Reverzna osmoza
je novejši mehanski postopek čiščenja oz. priprave vode. Deluje po principu osmoze, ki jo uporabljajo rastline za pridobivanje
vode in hranilnih snovi iz tal, z le eno razliko. Pri osmozi se voda giblje iz manj koncentriranega dela skozi polprepustno membrano
v bolj koncetrirani del, z željo razredčiti bolj koncentrirani del, pri reverzni osmozi pa se voda giblje iz bolj koncentriranega dela,
skozi polpropustno membrano v manj koncentrirani del. Medtem, ko osmoza poteka spontano, je za potek reverzne osmoze potrebno povečati 
tlak, ki bo višji od osmoznega tlaka. Na primer za morsko vodo je tlak med 55 in 70 bar.

## Biološki procesi
ki se uporabljajo pri čiščenju odpadnih voda so lahko na primer prezračevalne lagune, aktivno blato in počasni peščeni filtri. Snovi, ki so odstranjene mad postopkom za pripravo pitne vode so suspendirane trdne snovi bakterije, alge, virusi, glive, minerali, žveplo in druge snovi kot so umetna gnojila.

## Sprejeti ukrepi
za zagotavljanje kakovosti vode se ne nanašajo le na obdelavo vode, ampak tudi na njeno distribucijo do končnih uporabnikov po končanem postopku čiščenja. Zato je običajna praksa, da so dodana sredstva za razkuževanje v obdelani vodi, da bi ubila vse bakteriološke snovi v času distribucije do končnih porabnikov.

## Svetovna zdravstvena organizacija(WHO)
njenim usmeritvam in zahtevam v zvezi s kakovostjo vode običajno sledijo po vsem svetu. 
Poleg smernic Svetovne zdravstvene organizacije, lahko vsaka država izda svoje smernice, da bi potrošniki imeli dostop do varne pitne vode. Procesi in postopki, ki se uporabljajo pri pripravi vode v svetu: kloriranje za nadzor in preprečevanje razvoja vseh bioloških vrst. Zračenje skupaj z že klorirano vodo za odstranjevanje raztopljenega železa in mangana. Koagulacija se uporablja za flokulacijo.
Sedimentacija je ločevanje trdnih snovi, da se odstranijo trdni delci, ujeti v flokule. Obstaja več metod in postopkov za pripravo vode. Prav tako je težko standardizirati rešitve v obliki procesov za vodo iz različnih viriv. Potrebne so študije za vsak vodni vir v različnih letnih časih, da bi prišli do željenih končnih podatkov in potem, do ustreznega postopka za pripravo vode. Zgoraj omenjene tehnologije so dobro razvite in standardni modeli so na voljo, ki se uporabljajo v veliko gospodarskih javnih službah za oskrbo z vodo. Poleg splošnih rešitev, število zasebnih podjetij, ki zagotavljajo nove rešitve nenehno narašča.